# Cícico

Mapa con algunas de las principales colonias griegas de la Propóntide. Cícico se ubicaba en la costa meridional, junto a Artace.

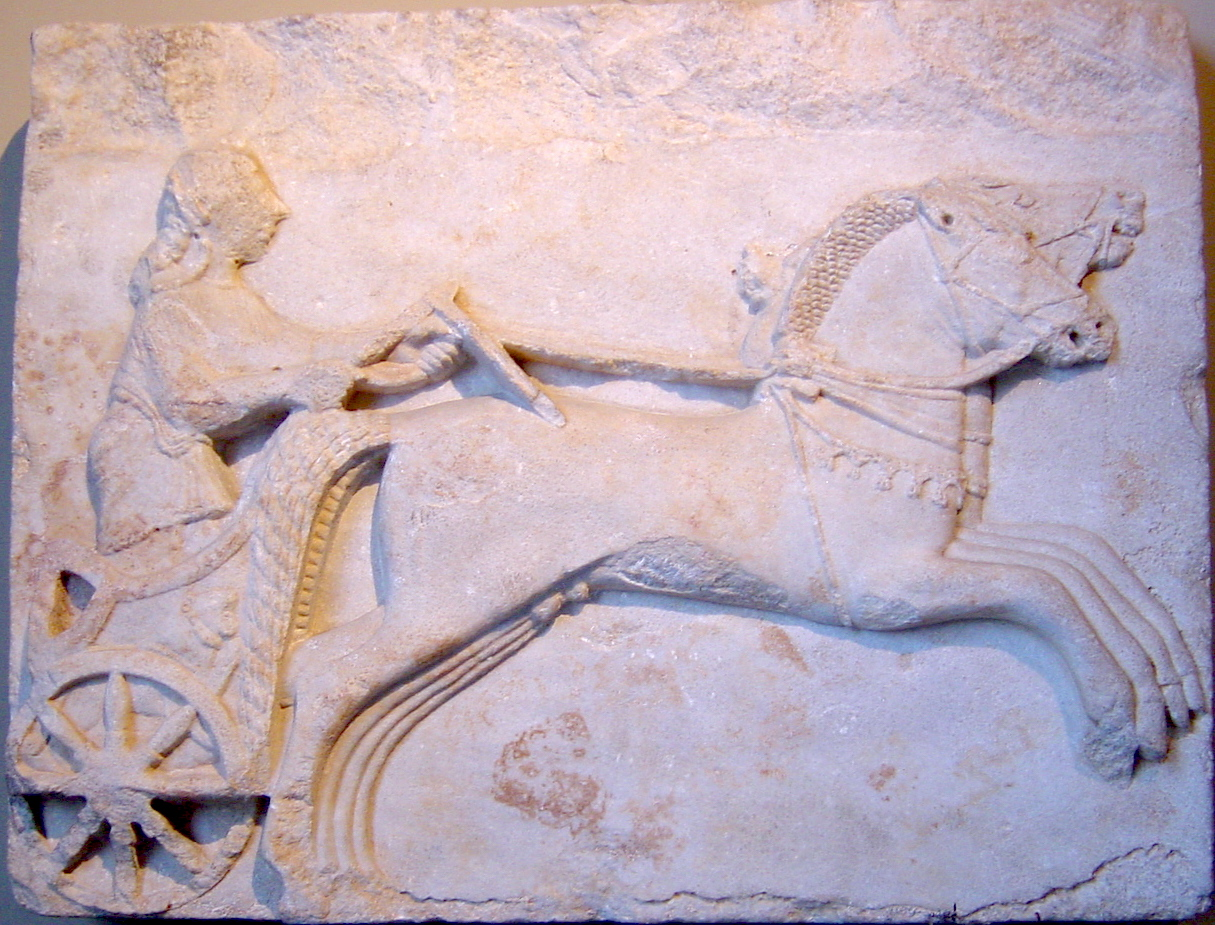
Bajorrelieve arcaico de auriga griego, que muestra la influencia hitita en Cícico. Mármol de Proconeso, último cuarto del (Museo Arqueológico de Estambul).

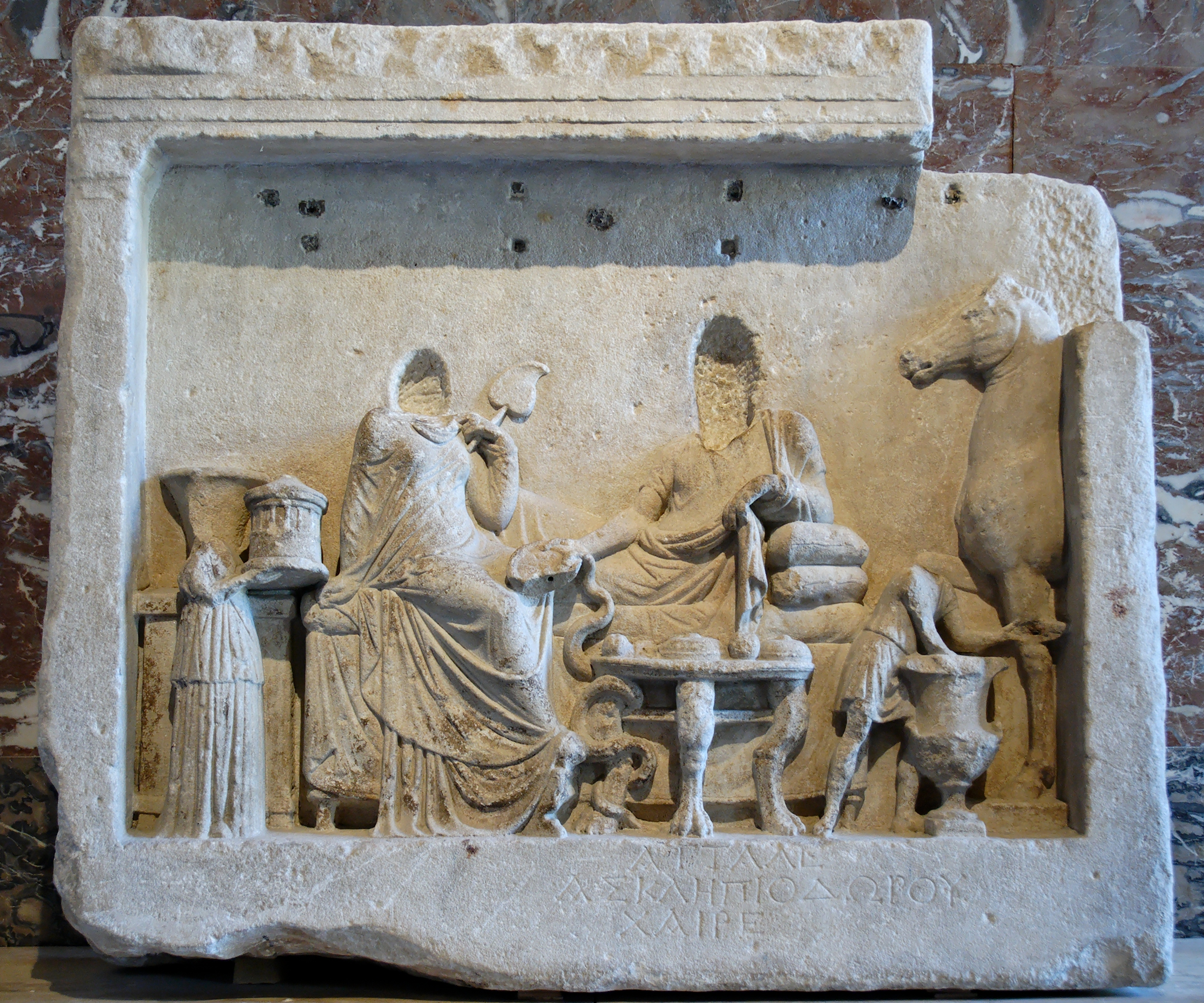
Bajorrelieve funerario en mármol, segundo cuarto del encontrado en Cícico (Museo del Louvre).

Cícico o Cízico (griego Κύζικος, Kyzikos, latín Cyzicus o Cyzicum) fue una ciudad griega de la Propóntide, en Misia. Los turcos dan a sus ruinas de la ciudad de Aidinjik, el nombre de Bal Kiz. La ciudad tenía dos puertos: Cito y Panormo. Tenía una pareja de puentes para el acceso y un gran templo en el ágora (destruido probablemente por un terremoto en tiempos de Antonino Pío). Por las ruinas se sabe que tenía un anfiteatro; las ruinas también permiten ver parte de las murallas.

## Leyenda
Según la leyenda la ciudad fue levantada por Cícico, que vino de Tesalia en compañía de los doliones que serían posteriormente expulsados por los lidios, y estos a su vez por los ciudadanos de Mileto.

## Historia
La ciudad fue fundada como colonia de Mileto hacia el año 750 a. C. La colonia tuvo dificultades por las campañas de los cimerios y las guerras, pero la colonia se renovó en el 676 a. C. Hacia el 540 a. C. pasó al Imperio aqueménida.
Probablemente participó en la revuelta jónica del 499 a. C. y se rindió a los persas el 490 a. C. Hacia el 480 a. C. fue aliada de Atenas a la que siguió hasta el 413 a. C. en que como otras ciudades se rebeló, pero en el 411 a. C. los atenienses la recuperaron después de la batalla de Cinosema y recaudaron tributos. En esta fecha la ciudad no tenía murallas, según hace constar Tucídides, lo que prueba que era una ciudad de segundo orden.
En el 410 a. C. llegaron los espartanos, dirigidos por el almirante Míndaro, y en los alrededores estaba el sátrapa persa Farnabazo II con sus fuerzas. Cícico se declaró a favor de Esparta y contra Atenas, pero el general ateniense Alcibíades derrotó a Míndaro en la batalla naval de Cícico (410 a. C.) y la ciudad volvió a la obediencia ateniense y otra vez le fue impuesto un tributo aceptable. Jenofonte dice que en aquel tiempo la ciudad tenía puerto.
En el 405 a. C. con la derrota ateniense en Egospótamos, Cícico volvió al control de los espartanos, pero con la paz de Antálcidas en el 387 a. C. las ciudades griegas de Asia pasaron a Persia.
Con la conquista de Alejandro Magno, Cícico recuperó la independencia. Átalo I de Pérgamo se casó con una mujer de Cícico de nombre Apolonia que se destacaba por su buen sentido. Cícico envió veinte naves a la flota de Átalo II de Pérgamo (nieto de Átalo I) dirigida por su hermano Ateneo.
La ciudad estaba muy bien administrada y tenía un buen control del comercio con Anatolia, y la riqueza y prosperidad aumentaron y también su importancia.
Cícico participó en la guerra contra Mitrídates VI Eupator y en la batalla de Calcedonia. Cícico gastó muchas energías en esta lucha. Mitrídates quiso ocupar la ciudad en el 74 a. C., y colocó sus tropas al pie de la montaña de Adrastea, al lado opuesto de la ciudad, mientras sus naves la bloqueaban por mar y bloqueaban el estrecho y los puentes que la separaban de tierra firme; pero la fortaleza de las murallas (construidas en época desconocida, pero en todo caso antes del 387 a. C.) y la abundancia de provisiones almacenadas en la ciudad, hicieron fracasar el intento; Lúculo, que estaba cerca de la zona, cortó las líneas de suministro a Mitrídates y el ejército asediador comenzó a sufrir de hambre y finalmente abandonó el asedio y sufrió fuertes pérdidas.
Los romanos dieron a la ciudad el título de ciudad libre (Libera Civitas). Estrabón observó que en este tiempo su territorio era considerable y se agrandó por las cesiones hechas por los romanos. Según Estrabón, poseía la Tróade, las tierras de detrás del río Esepo hasta Zelea, y enfrente de la ciudad, la llanura de Adrastea, además de una parte del lago Dascilitis y la tierra hasta el lago Miletopolitis y el Apoloniatis; hacía frontera con Príapo que era una dependencia o colonia. Todas estas tierras al sur de la Propóntide la hacían la ciudad más importante y de hecho no había otras grandes ciudades en la zona en el período romano excepto Nicomedia y Nicea.
Tiberio, en el año 25, eliminó el privilegio de ciudad libre que detentaba Cícico, debido a que no guardaba el debido respeto religioso a la memoria de Augusto y por maltratar a algunos ciudadanos romanos. Así la ciudad pasó a depender directamente del gobernador de la provincia de Asia. Pese a ello la ciudad siguió siendo próspera al menos hasta el terremoto producido en el año 150.
En tiempos de Caracalla (211-217) recibió el título de metrópolis de la provincia del Helesponto. 
A mediados del siglo III se estableció la ceca de Cícico para acuñar monedas imperiales romanas, principalmente, de bronce. Esta ceca continuaría en activo hasta el 629.
En los siglos siglo III o siglo IV fue sede de un obispo. En el 674 fue saqueada por los árabes.
La ciudad fue castigada por algunos terremotos, el último de los cuales fue en el 1063, y se despobló. La población que quedó fue trasladada a Artaki (Erdek) en el siglo XIII. En este siglo, la península fue ocupada por los cruzados.
Bajo el dominio otomano, definitivo desde 1330, la población inicialmente cristiana y lengua griega, se convirtió progresivamente al islam y se impuso el idioma turco, para no pagar el jarach (impuesto sobre la tierra de doble capitación a los no musulmanes) y para no someterse a la παιδομάζωμα, pédomazoma (reclutamiento de sus hijos para ser entrenados como soldados jenízaros). Las últimas poblaciones cristianas, que sobrevivían todavía en el siglo XX fueron expulsadas en 1923 por la aplicación del Tratado de Lausana.

### Historia eclesiástica
Sede metropolitana titular de Asia Menor de la antigua provincia eclesiástica del Helesponto (Hellespontus). Como metrópolis eclesiástica de la provincia romana de Hellespontus, Cícico tuvo obispos desde el siglo I; Michel Le Quien (I, 747) menciona cincuenta y nueve. Una lista más completa es encontrada en Nicodemos, en griego, "Ofic. de San Emiliano" (Constantinopla, 1876), 34-36, que tiene ochenta y cinco nombres. De particular importancia son el famoso teólogo arriano Eunomio de Cícico, San Dalmacio, los obispos Proclo y Germano, que se convirtieron en Patriarcas de Constantinopla, o San Emiliano, un mártir del siglo VIII. Otro santo que vino de Cícico fue San Trifena de Cícico. Trifena es el santo patrón de la ciudad. Gelasio de Cícico, un historiador del arrianismo, que escribió sobre el 475, también nació allí. Michel Le Quien (III, 941) menciona un obispo latino en 1477.
Cícico sigue siendo un título metropolitano para los ortodoxos griegos, residiendo el metropolitano en Artake (Erdek), un pequeño puerto en la costa occidental de la península. Frente a Artake existe otro puerto, Peramos, donde un padre asuncionista fundó una parroquia griega. En Panormos (Bandırma), otro puerto más importante 14 km al sureste de las ruinas de Cícico (c. 138.000 habitantes), hay una parroquia católica armenia. En los Dardanelos (Çanakkale) hay también una parroquia latina. Sigue siendo sede titular Católica, con arzobispo actualmente vacante.

## Monumentos principales
El lugar, en medio de las marismas de Balkiz Serai, es conocido como Bal- Kiz y está totalmente deshabitado, aunque bajo cultivo. Las principales ruinas existentes son las murallas, que datan del siglo IV, pudiendo seguir su rastro durante casi toda su extensión. También pueden observarse restos del gran templo levantado por el emperador Adriano y las ruinas de un acueducto y un teatro romano.
El anfiteatro, que está atravesado por un arroyo, construido en el siglo III a. C., fue uno de los más grandes del mundo, y su diámetro se acercaba a los 150 m. De este magnífico edificio, a veces clasificado entre las siete maravillas del mundo antiguo, todavía seguían en pie 31 inmensas columnas en 1444.
Los colosales cimientos del gran templo son todavía visibles. Sus columnas tenían 21,35 m de altura, mientras que las más altas conocidas en otros lugares, por ejemplo, las que están en Baalbek en Siria tienen sólo 19,35 m. En lugar preferente del templo se encuentra la inscripción "Divino Aristainetos", tal vez el patrón de la localidad.
Los monumentos de Cícico fueron usados por el emperador bizantino Justiniano como cantera para la construcción de la catedral de Santa Sofía, y posteriormente, por los otomanos.